# Diplonaevia caricum
Diplonaevia caricum är en svampart som först beskrevs av Bernhard Auerswald, och fick sitt nu gällande namn av Pier Andrea Saccardo 1889. Diplonaevia caricum ingår i släktet Diplonaevia, ordningen disksvampar, klassen Leotiomycetes, divisionen sporsäcksvampar och riket svampar.   Inga underarter finns listade i Catalogue of Life.